# Высокое (Знаменский район)
Высокое — деревня в Знаменском районе Орловской области. Входит в состав Узкинского сельского поселения.

## География
К северу протекает руч. Грязный.
Уличная сеть
Улица Бондарева

## Население
| 2010 |
| ---- |
| 7    |

## История
Деревня Высокое (Высокая) упоминается в 1678 году среди поместий Севского разряда Карачевского уезда Рословского стана